# Вчора, сьогодні, завтра (фільм, 1963)
«Вчора, сьогодні, завтра» (італ. Ieri, oggi, domani) — італійська мелодраматична кінокомедія 1963 року режисера Вітторіо Де Сіки.

## Сюжет
Фільм складається з трьох новел, в яких показано зв'язки та стосунки трьох пар, що походять з різних соціальних сфер у трьох різних містах Італії. Частини фільму названі іменами головних героїнь: «Аделіна» (Неаполь), «Анна» (Мілан) і «Мара» (Рим).

## Ролі виконують
1. «Аделіна»
- Софія Лорен — Аделіна
- Марчелло Мастроянні — Карміне Збараті
- Альдо Джуфре — Паскуалє Нарделля

2. «Анна»
- Софія Лорен — Анна Мольтені
- Марчелло Мастроянні — Ренцо
- Армандо Тровайолі  — Джорджо Ферарйо

3. «Мара»
- Софія Лорен — Мара
- Марчелло Мастроянні — Августо Русконі
- Тіна Піка — бабуся семінариста
- Джанні Рідольфі — Умберто, семінарист

## Нагороди
- 1964 Премія «Золотий глобус» Голлівудської асоціації іноземної преси: 
  - нагорода Семуеля Голдвіна[it][1]
- 1965 Премія «Оскар» Академії кінематографічних мистецтв і наук (США):
  - за найкращий фільм іноземною мовою